# Barbara Pentland
Barbara Pentland, née le 2 janvier 1912 à Winnipeg et morte le 5 février 2000 à Vancouver, est une compositrice canadienne.

## Biographie
Née le 2 janvier 1912 à Winnipeg, Barbara Pentland commence à composer à l'âge de neuf ans, peu après ses premières leçons de piano, persistant dans sa poursuite de la musique malgré sa mauvaise santé et l'opposition de ses parents. Winnipeg offre un environnement musical florissant, quoique limité, dans les années 1920, et c'est l'écriture de la sonate pour piano de Beethoven que Barbara Pentland imite à cette époque. Pendant qu'elle fréquente un pensionnat privé à Montréal (1927-1929), elle étudie le piano et la théorie avec un organiste anglais, Frederick H. Blair (de), qui l'encourage à poursuivre ses études musicales. Elle s'installe à Paris en 1929 et devient élève de composition de Cécile Gauthiez. Puis elle revient à Winnipeg, où elle approfondit sa maîtrise du piano et de l'orgue, entre 1930 et 1936. En 1936, elle se voit attribuer une bourse de la Juilliard School, puis étudie au Berkshire Music Center. Elle s'intéresse ensuite au sérialisme, et suit à plusieurs reprises, à partir de 1955, des cours  à l'Unicersité d'été de Darmstadt, l'Internationale Ferienkurse für Neue Musik.
Elle compose et enseigne la composition et les matières théoriques, au Conservatoire royal de musique de Toronto. Elle participe en 1948 aux compétitions artistiques des Jeux olympiques d'été. 
Elle meurt le 5 février 2000 à Vancouver.